# 2002-es labdarúgó-világbajnokság (A csoport)
A 2002-es labdarúgó-világbajnokság A csoportjának mérkőzéseit május 31. és június 11. között játszották. A csoportban a címvédő Franciaország, Szenegál, Uruguay és Dánia szerepelt.
A csoportból Dánia és Szenegál jutott tovább. A mérkőzéseken 14 gól esett.

## Tabella
| Hely. | Csapat        | M | Gy | D | V | G+ | G– | Gk | P | Továbbjutás                                |
| ----- | ------------- | - | -- | - | - | -- | -- | -- | - | ------------------------------------------ |
| 1.    | Dánia         | 3 | 2  | 1 | 0 | 5  | 2  | +3 | 7 | Továbbjutott az egyenes kieséses szakaszba |
| 2.    | Szenegál      | 3 | 1  | 2 | 0 | 5  | 4  | +1 | 5 | Továbbjutott az egyenes kieséses szakaszba |
| 3.    | Uruguay       | 3 | 0  | 2 | 1 | 4  | 5  | −1 | 2 |                                            |
| 4.    | Franciaország | 3 | 0  | 1 | 2 | 0  | 3  | −3 | 1 |                                            |

## Mérkőzések
Használt rövidítések (magyar rövidítés – angol rövidítés – poszt):
| - KA – GK – kapus - V – DF – hátvéd - S – SW – söprögető - JV – RB – jobb oldali védő - KV – CB – középső védő - BV – LB – bal oldali védő - JSZV – RWB – jobb szélső védő - BSZV – LWB – bal szélső védő | - KP – MF – középpályás - VKP – DM – védekező középpályás - BKP – LM – bal oldali középpályás - KKP – CM – középső középpályás - JKP – RM – jobb oldali középpályás | - JSZ – RW – jobb szélső - BSZ – LW – bal szélső - TKP – AM – támadó középpályás | - CS – ST, FW – csatár - JCS – RF – jobb oldali csatár - KCS – CF – középső csatár - BCS – LF – bal oldali csatár |

Az időpontok helyi idő szerint (UTC+9), zárójelben magyar idő szerint (UTC+2) olvashatók.

### Franciaország – Szenegál
| 2002. május 31. 20:30 (13:30) |

| Franciaország | 0–1               | Szenegál |
| ------------- | ----------------- | -------- |
|               | (0–1) Jegyzőkönyv | Diop 30' |

| Szöuli Világbajnoki Stadion, Szöul Nézőszám: 62 561 Játékvezető: Ali Búdzsszajm (egyesült arab emírségekbeli) |

| Franciaország | Szenegál |

| KA                   | 16 | Fabien Barthez        |       |     |
| JV                   | 15 | Lilian Thuram         |       |     |
| KV                   | 18 | Frank Lebœuf          |       |     |
| KV                   | 8  | Marcel Desailly (csk) |       |     |
| BV                   | 3  | Bixente Lizarazu      |       |     |
| KKP                  | 4  | Patrick Vieira        |       |     |
| KKP                  | 17 | Emmanuel Petit        | 45+2' |     |
| JSZ                  | 11 | Sylvain Wiltord       |       | 81' |
| TKP                  | 6  | Youri Djorkaeff       |       | 60' |
| BSZ                  | 12 | Thierry Henry         |       |     |
| KCS                  | 20 | David Trezeguet       |       |     |
| Cserék:              |    |                       |       |     |
| CS                   | 21 | Christophe Dugarry    |       | 60' |
| CS                   | 9  | Djibril Cissé         |       | 81' |
| Szövetségi kapitány: |    |                       |       |     |
| Roger Lemerre        |    |                       |       |     |

| KA                   | 1  | Tony Sylva        |     |
| JV                   | 17 | Ferdinand Coly    |     |
| KV                   | 13 | Lamine Diatta     |     |
| KV                   | 4  | Papa Malick Diop  |     |
| BV                   | 2  | Omar Daf          |     |
| VKP                  | 6  | Aliou Cissé (csk) | 51' |
| JKP                  | 14 | Moussa N’Diaye    |     |
| KKP                  | 19 | Papa Bouba Diop   |     |
| KKP                  | 15 | Salif Diao        |     |
| BKP                  | 10 | Khalilou Fadiga   |     |
| KCS                  | 11 | El Hadji Diouf    |     |
| Szövetségi kapitány: |    |                   |     |
| Bruno Metsu          |    |                   |     |

| A mérkőzés játékosa: El Hadji Diouf (Szenegál) Asszisztensek: Ali at-Trajfi (Szaúd-arábiai) Jorge Horacio Rattalino (argentin) Negyedik játékvezető: Felipe Ramos (mexikói) |

### Uruguay – Dánia
| 2002. június 1. 18:00 (11:00) |

| Uruguay       | 1–2               | Dánia            |
| ------------- | ----------------- | ---------------- |
| Rodríguez 47' | (0–1) Jegyzőkönyv | Tomasson 45' 83' |

| Ulszan Munszu Stadion, Ulszan Nézőszám: 30 157 Játékvezető: Szaad Kamíl al-Fadli (kuvaiti) |

| Uruguay | Dánia |

| KA                   | 1  | Fabián Carini       |     |     |
| JV                   | 2  | Gustavo Méndez      | 25' |     |
| KV                   | 14 | Gonzalo Sorondo     |     |     |
| KV                   | 4  | Paolo Montero (csk) |     |     |
| BV                   | 6  | Darío Rodríguez     |     | 87' |
| JKP                  | 8  | Gustavo Varela      |     |     |
| KKP                  | 5  | Pablo García        |     |     |
| BKP                  | 7  | Gianni Guigou       |     |     |
| TKP                  | 20 | Álvaro Recoba       |     | 80' |
| KCS                  | 9  | Darío Silva         |     |     |
| KCS                  | 13 | Sebastián Abreu     |     | 88' |
| Cserék:              |    |                     |     |     |
| CS                   | 17 | Mario Regueiro      |     | 80' |
| CS                   | 11 | Federico Magallanes |     | 87' |
| CS                   | 18 | Richard Morales     |     | 88' |
| Szövetségi kapitány: |    |                     |     |     |
| Víctor Púa           |    |                     |     |     |

| KA                   | 1  | Thomas Sørensen   |     |     |
| JV                   | 6  | Thomas Helveg     |     |     |
| KV                   | 4  | Martin Laursen    | 51' |     |
| KV                   | 3  | René Henriksen    |     |     |
| BV                   | 5  | Jan Heintze (csk) | 34' | 58' |
| KKP                  | 2  | Stig Tøfting      |     |     |
| KKP                  | 7  | Thomas Gravesen   |     |     |
| JSZ                  | 19 | Dennis Rommedahl  |     |     |
| TKP                  | 9  | Jon Dahl Tomasson |     |     |
| BSZ                  | 8  | Jesper Grønkjær   |     | 70' |
| KCS                  | 11 | Ebbe Sand         |     | 89' |
| Cserék:              |    |                   |     |     |
| V                    | 12 | Niclas Jensen     |     | 58' |
| CS                   | 10 | Martin Jørgensen  |     | 70' |
| KP                   | 17 | Christian Poulsen |     | 89' |
| Szövetségi kapitány: |    |                   |     |     |
| Morten Olsen         |    |                   |     |     |

| A mérkőzés játékosa: Jon Dahl Tomasson (Dánia) Asszisztensek: Avni Haszuneh (jordán) Dramane Danté (mali) Negyedik játékvezető: Byron Moreno (ecuadori) |

### Dánia – Szenegál
| 2002. június 6. 15:30 (8:30) |

| Dánia                   | 1–1               | Szenegál |
| ----------------------- | ----------------- | -------- |
| Tomasson 16' (11-esből) | (1–0) Jegyzőkönyv | Diao 52' |

| Tegu Világbajnoki Stadion, Tegu Nézőszám: 43 500 Játékvezető: Carlos Batres (guatemalai) |

| Dánia | Szenegál |

| KA                   | 1  | Thomas Sørensen   |     |     |
| JV                   | 6  | Thomas Helveg     | 82' |     |
| KV                   | 4  | Martin Laursen    |     |     |
| KV                   | 3  | René Henriksen    |     |     |
| BV                   | 5  | Jan Heintze (csk) |     |     |
| KKP                  | 2  | Stig Tøfting      |     |     |
| KKP                  | 7  | Thomas Gravesen   |     | 62' |
| JSZ                  | 19 | Dennis Rommedahl  |     | 89' |
| TKP                  | 9  | Jon Dahl Tomasson | 20' |     |
| BSZ                  | 8  | Jesper Grønkjær   |     | 50' |
| KCS                  | 11 | Ebbe Sand         | 7'  |     |
| Cserék:              |    |                   |     |     |
| CS                   | 10 | Martin Jørgensen  |     | 50' |
| KP                   | 17 | Christian Poulsen | 84' | 62' |
| CS                   | 18 | Peter Løvenkrands |     | 89' |
| Szövetségi kapitány: |    |                   |     |     |
| Morten Olsen         |    |                   |     |     |

| KA                   | 1  | Tony Sylva             |          |     |     |
| JV                   | 17 | Ferdinand Coly         |          |     |     |
| KV                   | 13 | Lamine Diatta          |          |     |     |
| KV                   | 4  | Papa Malick Diop (csk) |          |     |     |
| BV                   | 2  | Omar Daf               |          |     |     |
| JKP                  | 14 | Moussa N’Diaye         |          | 46' |     |
| KKP                  | 3  | Pape Sarr              |          | 46' |     |
| KKP                  | 15 | Salif Diao             | 62′, 80′ |     |     |
| KKP                  | 19 | Papa Bouba Diop        |          |     |     |
| BKP                  | 10 | Khalilou Fadiga        | 10'      |     |     |
| KCS                  | 11 | El Hadji Diouf         |          |     |     |
| Cserék:              |    |                        |          |     |     |
| CS                   | 7  | Henri Camara           |          | 46' |     |
| CS                   | 9  | Souleymane Camara      |          | 46' | 83' |
| V                    | 21 | Habib Beye             |          |     | 83' |
| Szövetségi kapitány: |    |                        |          |     |     |
| Bruno Metsu          |    |                        |          |     |     |

| A mérkőzés játékosa: Khalilou Fadiga (Szenegál) Asszisztensek: Székely Ferenc (magyar) Visva Nathan Krishnan (szingapúri) Negyedik játékvezető: Kim Jongdzsu (dél-koreai) |

### Franciaország – Uruguay
| 2002. június 6. 20:30 (13:30) |

| Franciaország | 0–0         | Uruguay |
| ------------- | ----------- | ------- |
|               | Jegyzőkönyv |         |

| Puszan Asiad Stadion, Puszan Nézőszám: 38 289 Játékvezető: Felipe Ramos (mexikói) |

| Franciaország | Uruguay |

| KA                   | 16 | Fabien Barthez        |       |       |
| JV                   | 15 | Lilian Thuram         |       |       |
| KV                   | 18 | Frank Lebœuf          |       | 16'   |
| KV                   | 8  | Marcel Desailly (csk) |       |       |
| BV                   | 3  | Bixente Lizarazu      |       |       |
| KKP                  | 4  | Patrick Vieira        |       |       |
| KKP                  | 17 | Emmanuel Petit        | 45+2' |       |
| JSZ                  | 11 | Sylvain Wiltord       |       | 90+3' |
| TKP                  | 22 | Johan Micoud          |       |       |
| BSZ                  | 12 | Thierry Henry         | 25′   |       |
| KCS                  | 20 | David Trezeguet       |       | 81'   |
| Cserék:              |    |                       |       |       |
| V                    | 2  | Vincent Candela       |       | 16'   |
| CS                   | 9  | Djibril Cissé         |       | 81'   |
| CS                   | 21 | Christophe Dugarry    |       | 90+3' |
| Szövetségi kapitány: |    |                       |       |       |
| Roger Lemerre        |    |                       |       |       |

| KA                   | 1  | Fabián Carini         |       |     |
| JV                   | 3  | Alejandro Lembo       |       |     |
| KV                   | 4  | Paolo Montero (csk)   |       |     |
| KV                   | 14 | Gonzalo Sorondo       |       |     |
| BV                   | 6  | Darío Rodríguez       |       | 73' |
| JKP                  | 8  | Gustavo Varela        |       |     |
| KKP                  | 5  | Pablo García          | 11'   |     |
| BKP                  | 16 | Marcelo Romero        | 45+3' | 71' |
| TKP                  | 20 | Álvaro Recoba         |       |     |
| KCS                  | 9  | Darío Silva           | 47'   | 60' |
| KCS                  | 13 | Sebastián Abreu       | 45+2' |     |
| Cserék:              |    |                       |       |     |
| CS                   | 11 | Federico Magallanes   |       | 60' |
| KP                   | 22 | Gonzalo de los Santos |       | 71' |
| KP                   | 7  | Gianni Guigou         |       | 73' |
| Szövetségi kapitány: |    |                       |       |     |
| Víctor Púa           |    |                       |       |     |

| A mérkőzés játékosa: Fabien Barthez (Franciaország) Asszisztensek: Vladimir Fernández Alfaro (salvadori) Curtis Charles (Antigua és Barbuda-i) Negyedik játékvezető: Urs Meier (svájci) |

### Dánia – Franciaország
| 2002. június 11. 15:30 (8:30) |

| Dánia                      | 2–0               | Franciaország |
| -------------------------- | ----------------- | ------------- |
| Rommedahl 22' Tomasson 67' | (1–0) Jegyzőkönyv |               |

| Incshon Munak Stadion, Incshon Nézőszám: 48 100 Játékvezető: Vítor Melo Pereira (portugál) |

| Dánia | Franciaország |

| KA                   | 1  | Thomas Sørensen      |     |     |
| JV                   | 6  | Thomas Helveg        |     |     |
| KV                   | 4  | Martin Laursen       |     |     |
| KV                   | 3  | René Henriksen (csk) |     |     |
| BV                   | 12 | Niclas Jensen        | 71' |     |
| KKP                  | 2  | Stig Tøfting         |     | 79' |
| KKP                  | 17 | Christian Poulsen    | 27' | 76' |
| KKP                  | 7  | Thomas Gravesen      |     |     |
| JSZ                  | 19 | Dennis Rommedahl     |     |     |
| BSZ                  | 10 | Martin Jørgensen     |     | 46' |
| KCS                  | 9  | Jon Dahl Tomasson    |     |     |
| Cserék:              |    |                      |     |     |
| CS                   | 8  | Jesper Grønkjær      |     | 46' |
| V                    | 20 | Kasper Bøgelund      |     | 76' |
| KP                   | 23 | Brian Steen Nielsen  |     | 79' |
| Szövetségi kapitány: |    |                      |     |     |
| Morten Olsen         |    |                      |     |     |

| KA                   | 16 | Fabien Barthez        |    |     |
| JV                   | 2  | Vincent Candela       |    |     |
| KV                   | 15 | Lilian Thuram         |    |     |
| KV                   | 8  | Marcel Desailly (csk) |    |     |
| BV                   | 3  | Bixente Lizarazu      |    |     |
| KKP                  | 4  | Patrick Vieira        |    | 71' |
| KKP                  | 7  | Claude Makélélé       |    |     |
| JSZ                  | 11 | Sylvain Wiltord       |    | 83' |
| TKP                  | 10 | Zinédine Zidane       |    |     |
| BSZ                  | 21 | Christophe Dugarry    | 8' | 54' |
| KCS                  | 20 | David Trezeguet       |    |     |
| Cserék:              |    |                       |    |     |
| CS                   | 9  | Djibril Cissé         |    | 54' |
| KP                   | 22 | Johan Micoud          |    | 71' |
| KP                   | 6  | Youri Djorkaeff       |    | 83' |
| Szövetségi kapitány: |    |                       |    |     |
| Roger Lemerre        |    |                       |    |     |

| A mérkőzés játékosa: Zinédine Zidane (Franciaország) Asszisztensek: Carlos Matos (portugál) Elise Doriri (vanuatui) Negyedik játékvezető: Ľuboš Micheľ (szlovák) |

### Szenegál – Uruguay
| 2002. június 11. 15:30 (8:30) |

| Szenegál                                 | 3–3               | Uruguay                                      |
| ---------------------------------------- | ----------------- | -------------------------------------------- |
| Fadiga 20' (11-esből) Bouba Diop 26' 38' | (3–0) Jegyzőkönyv | Morales 46' Forlán 69' Recoba 88' (11-esből) |

| Szuvon Világbajnoki Stadion, Szuvon Nézőszám: 33 681 Játékvezető: Jan Wegereef (holland) |

| Szenegál | Uruguay |

| KA                   | 1  | Tony Sylva        |     |     |
| JV                   | 17 | Ferdinand Coly    | 39' | 63' |
| KV                   | 13 | Lamine Diatta     |     |     |
| KV                   | 4  | Papa Malick Diop  |     |     |
| BV                   | 2  | Omar Daf          | 4'  |     |
| JKP                  | 19 | Papa Bouba Diop   | 69' |     |
| KKP                  | 6  | Aliou Cissé (csk) |     |     |
| KKP                  | 5  | Alassane N'Dour   |     | 76' |
| BKP                  | 10 | Khalilou Fadiga   | 87' |     |
| KCS                  | 7  | Henri Camara      | 2'  | 67' |
| KCS                  | 11 | El Hadji Diouf    | 82' |     |
| Cserék:              |    |                   |     |     |
| V                    | 21 | Habib Beye        | 87' | 63' |
| KP                   | 14 | Moussa N’Diaye    |     | 67' |
| KP                   | 12 | Amdy Faye         |     | 76' |
| Szövetségi kapitány: |    |                   |     |     |
| Bruno Metsu          |    |                   |     |     |

| KA                   | 1  | Fabián Carini       | 19' |     |
| JV                   | 3  | Alejandro Lembo     |     |     |
| KV                   | 4  | Paolo Montero (csk) | 82' |     |
| KV                   | 14 | Gonzalo Sorondo     |     | 32' |
| BV                   | 8  | Gustavo Varela      |     |     |
| JKP                  | 16 | Marcelo Romero      | 8'  | 46' |
| KKP                  | 5  | Pablo García        | 35' |     |
| BKP                  | 6  | Darío Rodríguez     | 40' |     |
| TKP                  | 20 | Álvaro Recoba       |     |     |
| KCS                  | 9  | Darío Silva         |     |     |
| KCS                  | 13 | Sebastián Abreu     |     | 46' |
| Cserék:              |    |                     |     |     |
| CS                   | 17 | Mario Regueiro      |     | 32' |
| CS                   | 18 | Richard Morales     |     | 46' |
| CS                   | 21 | Diego Forlán        |     | 46' |
| Szövetségi kapitány: |    |                     |     |     |
| Víctor Púa           |    |                     |     |     |

| A mérkőzés játékosa: Papa Bouba Diop (Szenegál) Asszisztensek: Jaap Pool (holland) Székely Ferenc (magyar) Negyedik játékvezető: Kírosz Vasszárasz (görög) |